# Racer X
I Racer X sono stati una band heavy metal statunitense fondata dal chitarrista Paul Gilbert nel 1984 a Los Angeles.
Il nome del gruppo è sia un riferimento al personaggio di Speed Racer sia alla velocità tipica della loro musica negli anni ottanta.

## Storia
La band si formò dall'incontro tra il giovane chitarrista Paul Gilbert e il bassista Juan Alderete, entrambi studenti al GIT - Guitar Institute of Technology di Los Angeles. Ai due si aggiunsero successivamente il batterista austriaco Harry Gschoesser e il cantante Jeff Martin, quest'ultimo proveniente da una band metal di Phoenix chiamata Surgical Steel. I Racer X pubblicarono il loro album di debutto Street Lethal nel gennaio 1986 per la Shrapnel Records.
La band si contraddistinse immediatamente per l'abilità tecnica dei suoi singoli componenti. Paul Gilbert in particolare venne inserito tra gli esponenti di spicco del genere neoclassical metal, reso popolare da chitarristi come Randy Rhoads e Yngwie J. Malmsteen. Lo stesso Gilbert rese omaggio a Malmsteen intitolando una traccia strumentale del primo album dei Racer X "Y.R.O.", acronimo di "Yngwie Rip Off". Il brano è stato incluso nella colonna sonora del videogioco Brütal Legend nel 2009.
Dopo la pubblicazione del debutto, si unì alla band il secondo chitarrista Bruce Bouillet, in quel periodo studente di Gilbert. Parallelamente Harry Gschoesser fu costretto a tornare in Austria per problemi legati al visto. Il suo posto nella band venne preso da Scott Travis. Nel febbraio 1987 fu pubblicato il secondo album Second Heat, che conteneva al suo interno la cover "Moonage Daydream" di David Bowie e "Heart of a Lion", una traccia che i Judas Priest avevano scartato dal loro ultimo album Turbo.
Nel 1988 il gruppo registrò il disco dal vivo Extreme Volume Live. La band si sciolse nel 1989 quando Gilbert venne invitato da Billy Sheehan ad entrare nei neonati Mr. Big. La pubblicazione di un secondo lavoro dal vivo intitolato Extreme Volume II Live fu per cui momentaneamente posticipata fino al 1992. In seguito allo scioglimento dei Racer X, Jeff Martin si unì come batterista al supergruppo Badlands del chitarrista Jake E. Lee. Bruce Bouillet, John Alderete (poi anche bassista dei Mars Volta) e Scott Travis si imbarcarono invece nel progetto The Scream insieme al cantante John Corabi, ottenendo però poco successo. Travis riscosse maggiore popolarità dopo essere stato ingaggiato come nuovo batterista dai Judas Priest e dai Fight di Rob Halford.
Nel 1997 il gruppo si riunì con tutti i membri dell'ultima formazione eccetto Bruce Bouilett. Nel dicembre 1999 fu dato alle stampe il terzo album Technical Difficulties, che divenne disco d'oro in Giappone.  Il 25 maggio 2001 si esibirono in un concerto tutto esaurito al Whisky a Go Go di Los Angeles, registrato in CD e DVD con il nome Snowball of Doom. Il gruppo pubblicò altri due album in studio, Superheroes (2000) e Getting Heavier (2002) prima di decidere di sospendere nuovamente la loro attività nel 2003. La band si riunisce un'ultima volta per suonare con l'ultima formazione storica nel 2009, in occasione dei NAMM al Sheraton Park Hotel di Anaheim, California.

## Formazione

### Ultima formazione
- Jeff Martin - voce (1984-1989, 1997-2003)
- Paul Gilbert - chitarra (1984-1989, 1997-2003)
- Juan Alderete de la Peña - basso (1984-1989, 1997-2003)
- Scott Travis - batteria (1986-1989, 1997-2003)

### Ex componenti
- Harry Gschoesser - batteria (1984-1986)
- Bruce Bouillet - chitarra (1986-1989)

## Discografia

### Album in studio
- 1986 – Street Lethal
- 1987 – Second Heat
- 1999 – Technical Difficulties
- 2000 – Superheroes
- 2002 – Getting Heavier

### Album dal vivo
- 1988 – Extreme Volume Live
- 1992 – Extreme Volume II Live
- 2001 – Snowball of Doom
- 2002 – Live at the Yokohama: Snowball of Doom 2

## Videografia
- 2002 - Live at the Whiskey: Snowball of Doom